# Los Chileneros
Los Chileneros fue una agrupación cuequera de Chile formada por Hernán Núñez Oyarce El Nano, Luis Hernán Araneda El Baucha, Raúl Lizama El Perico Chilenero, Eduardo Mesía El Chico Mesía y Carlos Navarro El Pollito. 

## Inicios
Los integrantes originales del grupo provenían de la tradición de la cueca urbana conservada en tres locaciones de la capital: el Matadero del Barrio Franklin, la Estación Central de Santiago (específicamente el Mercado La Viseca) y la Vega Central. Antes de la grabación del primer disco, el matarife Luis Hernán Araneda (El Baucha) y el comerciante Hernán Núñez Oyarce (El Nano) ya se conocían y habían interactuado en otras oportunidades:

...Bueno, al Baucha yo lo conocí en el parque. Estaba en una rueda de choros por ahí cantando. Total que yo andaba con la caña, me metí y canté unas cuecas, y me anduve cayendo... Y con la caña que andaba... Me dijo: 'Shh, usted no puede cantar conmigo, iñor'. Bueno, con el tiempo fuimos yuntas a las finales, porque yo canté con el Baucha más de 30 años, se puede decir. En fondas, a capela, en Chuchunco, en todas, en el Barrio Chino, en todas partes, adonde fuera...
Hernán Núñez Oyarce

Con mediación de Héctor Pavez y Margot Loyola; el director de la EMI Odeon Chilena, Rubén Nouzeilles, se interesó en producir un registro discográfico con cultores de esta tradición de cueca urbana. Por esta razón, se convocó a Raúl Lizama (El Perico), cantor y multintrumentista oriundo de Valparaíso y que, además, se desempeñaba como pianista en la "casa de remolienda" de La Tía Carlina. Junto con él, se integró el cantor Eduardo Mesías (El Chico Mesías), proveniente de La Vega y con quien se completó el cuarteto principal para La cueca centrina.
Cabe destacar que, junto con los mencionados anteriormente, otro de los gestores de la conformación de Los Chileneros fue el matarife, músico y autor Fernando González Marabolí, quien, gracias a su labor como sindicalista del Matadero, sugirió al sello discográfico la participación de algunos de los cultores y organizó diversos eventos que ayudaron a financiar la grabación. González, además, obtuvo el apoyo de Salvador Allende y su intercesión ante Nouzeilles para concretar el proyecto.

## La cueca centrina
La cueca centrina (1967), su primer long-play, contiene 18 cuecas: unas de la autoría de Hernán Núñez, Luis Araneda y Fernando González Marabolí, además de repertorio tradicional. Además de los cuatro Chileneros, participaron el acordeonista Rafael Berríos (Rabanito) y los guitarristas Juan y Santiago Silva Vargas. Asimismo, posee un texto de contraportada escrito por Héctor Pavez. 
Según cuenta Luis Araneda: «Don Rubén me dijo: ‘Si vendemos quinientos ejemplares hacemos otro disco’... Vendimos Nueve mil», y al año siguiente grabaron su siguiente long-play.

## La cueca brava
Dado el éxito de su primer disco, EMI Odeón produjo, tan solo un año después, el segundo disco de Los Chileneros: La cueca brava (1968). En este ya no participó Eduardo Mesías, quien se desvinculó de la agrupación apenas terminada La cueca centrina. También Raúl Lizama se había separado y no figuró inicialmente en el proyecto de este nuevo álbum; sin embargo, se reincorporó una vez iniciado el proceso de grabación. De esta manera, no aparece en los créditos ni en la fotografía de portada, pero su voz sí forman parte del registro discográfico.
Al Baucha, El Nano y El Perico; se agregó como cuarto integrante de Los Chileneros el acordeonista y cantor Carlos Navarro (El Pollito), habitual del circuito cuequero y colaborador de, entre otros, Los Trovadores del Maule, Mario Catalán y el Dúo Rey-Silva. El Pollito fue también compositor de algunas de las cuecas que formaron parte del disco.
Además de los mencionados, colaboraron también los pianistas Emilio Olivares y Rafael Traslaviña; los guitarristas Juan Espínola y Hernán Bahamondes; y el acordeonista Rafael Rabanito Berríos, que ya había intervenido en La cueca centrina.
Una de las principales repercusiones de este disco radica en que otorgó el nombre con que, en lo sucesivo, sería identificado el estilo de cuecas urbanas representado por Los Chileneros: la cueca brava.

## Discografía

### Álbumes de estudio
- 1967 - La cueca centrina
- 1968 - La cueca brava
- 1973 - Así fue la época de oro de la cueca chilenera
- 1984 - Por los barrios bravos

### Álbumes en directo
- 2001 - Los Chileneros en vivo

### Colectivos
- 1988 - Viva Chile y su folclore. Vol. 4
- 2000 - Antología de la cueca
- 2009 - Su majestad la cueca, vol 4. La cueca chilenera